# Скрытая (бухта, залив Корфа)
Скрытая (Гавань Скрытая) — бухта в западной части залива Корфа Берингова моря. Относится к территории Камчатского края России.

## История
Название бухты связано с тем, что проводившая в 1885 году гидрографическую съёмку залива Корф экспедиция Фридольфа Гека не заметила скрытую за песчаной косой бухту и не нанесла её на карту. Бухта была обнаружена 16 лет спустя при шлюпочном обследовании с военного транспорта «Якут». Офицеры «Якута» и присвоили бухте нынешнее название. На морской навигационной карте (лоции) бухта Скрытая появилась в 1909 году.

## Физико-географическая характеристика
Представляет собой мелководную лагуну, с глубинами до двух метров в центральной части, отделённую от залива Корфа низкой и узкой песчаной Корфской косой. Коса протянулась на 18 км к северо-востоку, наибольшей ширины достигает 800 метров. Залив открыт к северо-востоку, вдаётся в материк на 15 км. Площадь водного зеркала составляла 18,2 км². Ширина входа около 400 м.
Приливно-отливные течения в проходе (устье) довольно сильные (8-10 км/час), величиной до 2,0 м, неправильные полусуточные.
В ноябре 1966 года во время очень сильного шторма Корфская коса в своём узком месте была прорвана морскими волнами, и были образованы новые устья для бухты Скрытой шириной 290 метров. Восточная часть песчаной косы, ставшая островом, к концу 1970-х гг. постепенно была размыта, вместе с расположенным на ней посёлком Корфская МРС (моторно-ремонтная станция), входящим в структуру Корфского рыбокомбината. От бывшей косы осталась узкая песчаная отмель, во время отлива она осыхает почти на всём протяжении, а в полную воду (прилив) над ней образуются буруны. С севера от отмели находится вход (устья) в гавань Скрытую, ограниченный с севера основанием косы Конохвал.
В залив впадает река Авьяваям, которая в дельте образует две крупных протоки, и множество ручьёв, крупнейший из которых Широкий. Западная часть берега залива низменная, болотистая. Северная часть побережья холмилистая, здесь начинаются Тиличикские горы (высота до 681 м).

## Ихтиофауна
В акваторию бухты Скрытой на нерест в реку Авьяваям заходят лососёвые: горбуша, кета, нерка, кижуч, чавыча, за ними идут голец, кунжа. Практически круглый год в водоёме обитает корюшка. Также на нерест заходят морской бычок, камбала, терпуг, редко треска, минтай. Редко встречаются минога и морские ежи.
В бухту Скрытую на отдых и кормёжку по первому льду заходят ластоногие: нерпа, ларга, акиба. Осенью на льду они устраивают большие лежбища.
В 1937 году учёные зафиксировали в бухте нерест олюторской сельди, однако по рассказам старожилов такое явление на их памяти наблюдалось впервые. В то же время в соседних бухтах Сибирь и Скобелева сельдь нерестится ежегодно. Учёные отметили, что по своим условиям Скрытая даже более привлекательная для нереста сельди, чем Сибирь и Скобелева. По их предположению, помехой для ежегодного нереста в Скрытой служит поток холодной и пресной воды из реки Талалаевки, впадающей в море вблизи устья бухты. Этот поток, по мнению учёных, закрывает вход в бухту для сельдевых стад.

## Хозяйственное использование
На северном берегу залива расположено село Тиличики, на южном (на косе) посёлок Корф. Между сёлами через гавань организована паромная переправа. В зимнее время бухта замерзает, и по льду устанавливается автомобильное сообщение.
Продолжительность навигации в портпункте Тиличики продолжается с середины мая по середину сентября.
В Скрытой ведётся вылов тихоокеанского лосося, корюшки, наваги и других видов рыб.

## Экология
С середины 1950-х гг. на побережье активно развивалось животноводство. Навоз с пастбищ попадал в водоём вместе с водой, стекающей в бухту. Это вызвало бурный рост водорослей, что привело к сильному обмелению бухты. 
Села Тиличики и Корф не имеют очистных сооружений. Кроме того, опасность представляет свалка ТБО, разросшаяся после разрушения Корфа в 2006 году в результате Олюторского землетрясения.